# Solikamsk
Solikamsk (en russe : Соликамск) est une ville du kraï de Perm, en Russie. Sa population s'élevait à 95 828 habitants en 2014.

## Nom
Le nom de la ville est une contraction de Sol (sel) et Kama (la rivière).

## Géographie
Solikamsk est située sur la rive gauche de la rivière Oussolka, peu avant son point de confluence avec la Kama. Elle se trouve à 25 km au nord de Berezniki, à 183 km au nord-nord-est de Perm et à 1 214 km au nord-est de Moscou.

## Histoire

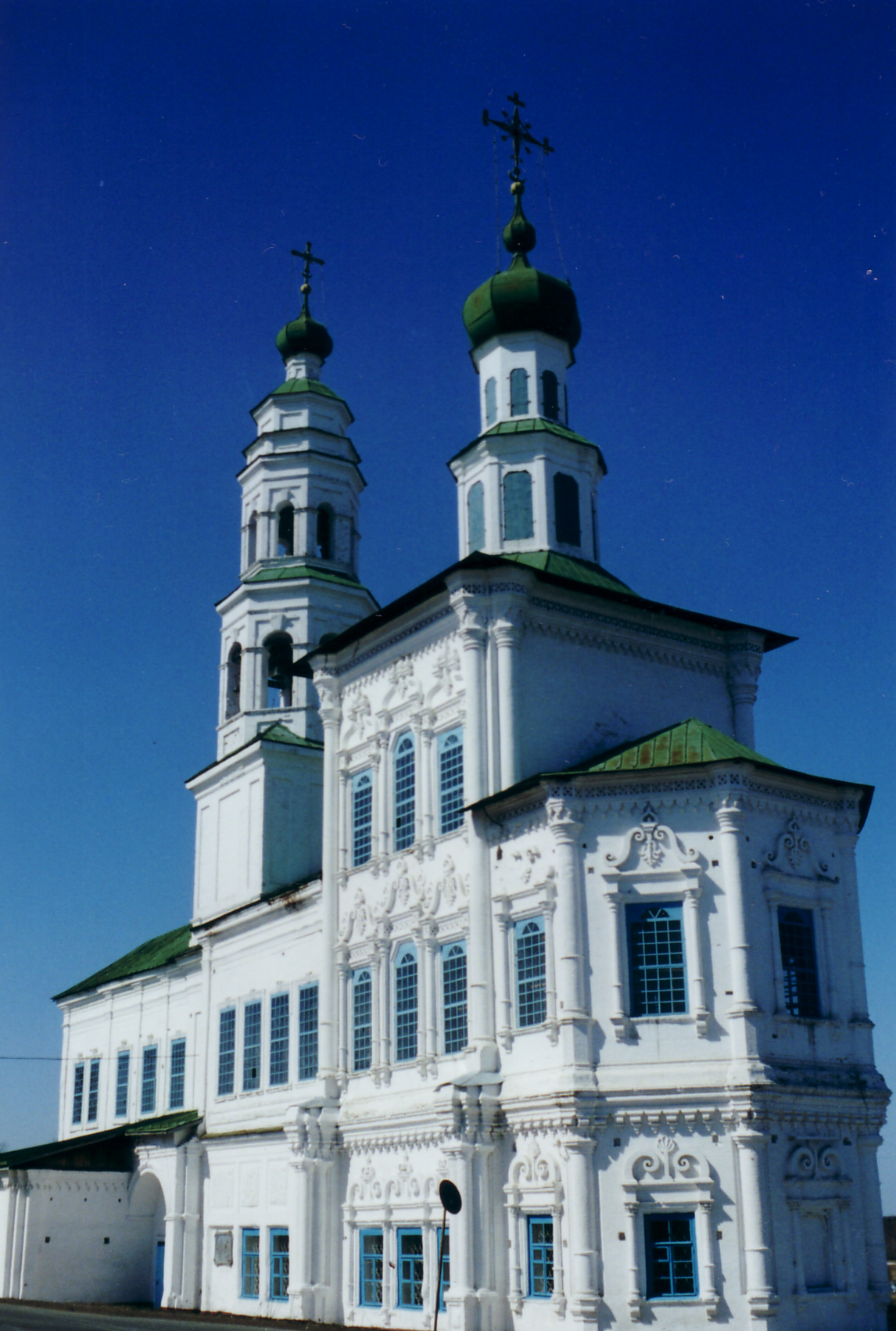
Église Saint-Jean-Baptiste, église-navire (1721).

La fondation de Solikamsk est liée à la découverte d'un immense gisement de sel en 1430. En 1573, la localité reçoit le droit de cité, puis son nouveau nom, et devient au XVIIe siècle av. J.-C. la capitale du sel en Russie. La localité se développe rapidement grâce à l'exploitation du sel et à sa situation privilégiée sur la route de Sibérie. En 1925, le plus grand gisement au monde de potasse ainsi qu'un gisement de sels de magnésium sont découverts, donnant naissance quelques années plus tard à des usines exploitant ces deux ressources. En 1941 une grande papeterie y est implantée. En 1959, Solikamsk annexe la ville de Borovsk — commune urbaine en 1933 et ville en 1949 —, située au nord, sur l'autre rive de la rivière Oussolka.
Les industries en particulier celles travaillant le magnésium polluent fortement l'air, la rivière et les environs de la ville.
Fin 2014, une doline (sinkhole) géante s'ouvre sur le site de la mine de potasse Uralkali de Solikamsk-2, atteignant progressivement 125 mètres de diamètre et 75 mètres de profondeur et engloutissant des maisons, ,  (Voir articles (ru) Accident dans une mine de Solikamsk et (ru) Effondrements de Berezniki et Solikamsk).

## Population
Recensements (*) ou estimations de la population
| 1856  | 1897* | 1926* | 1939*  | 1959*  | 1970*  |
| ----- | ----- | ----- | ------ | ------ | ------ |
| 2 800 | 4 073 | 3 687 | 38 071 | 82 874 | 88 595 |

| 1979*   | 1989*   | 2002*   | 2010*  | 2013   | 2014   |
| ------- | ------- | ------- | ------ | ------ | ------ |
| 101 158 | 110 098 | 102 531 | 97 384 | 96 306 | 95 828 |

## Églises
- Église Saint-Jean-Baptiste (Solikamsk)